# ゲンマティモナス・アウランティアカ
ゲンマティモナス・アウランティアカ（Gemmatimonas aurantiaca）は、好気性・グラム陰性の細菌である。ポリリン酸の蓄積、ときに出芽により増殖する性質がある。2003年に下水処理場の活性汚泥中から発見された。
属名は出芽することからgemmatus（ラテン語:芽生えた/宝石をちりばめた）+monas（ラテン語:個体）、種形容語はコロニーの色からaurantiaca（中ラテン語:オレンジ色の）を意味するものである。タイプ株はT-27T (=JCM 11422T =DSM 14586T)。